# 赖斯奈克
赖斯奈克，是匈牙利佐洛州所辖的一个村，总面积18.42平方公里，总人口298，人口密度16.2人/平方公里（2010年1月1日）。